# Tjöråtjärnen (Fjällsjö socken, Ångermanland, 708204-153161)
Tjöråtjärnen är en sjö i Strömsunds kommun i Ångermanland och ingår i Ångermanälvens huvudavrinningsområde. Sjön har en area på 0,0988 kvadratkilometer och ligger 213,5 meter över havet.

## Delavrinningsområde
Tjöråtjärnen ingår i det delavrinningsområde (708263-153182) som SMHI kallar för Utloppet av Tjöråtjärnen. Medelhöjden är 244 meter över havet och ytan är 1,32 kvadratkilometer. Det finns inga avrinningsområden uppströms utan avrinningsområdet är högsta punkten. Vattendraget som avvattnar avrinningsområdet har biflödesordning 5, vilket innebär att vattnet flödar genom totalt 5 vattendrag innan det når havet efter 153 kilometer. Avrinningsområdet består mestadels av skog (77 procent). Avrinningsområdet har 0,1 kvadratkilometer vattenytor vilket ger det en sjöprocent på 7,4 procent.